# Калутара (округ)
Калутара (синг. කඵතර දිස්ත්‍රික්කය, там. களுத்துறை மாவட்டம்) — один из 25 округов Шри-Ланки. Входит в состав Западной провинции страны. Административный центр — город Калутара.
Площадь округа составляет 1598 км². В административном отношении подразделяется на 14 подразделений.
Население округа по данным переписи 2012 года составляет 1 217 260 человек. 86,67 % населения составляют сингальцы; 9,22 % — ларакалла; 2,00 % — ланкийские тамилы; 1,94 % — индийские тамилы и 0,17 % — другие этнические группы. 83,52 % населения исповедуют буддизм; 9,40 % — ислам; 3,79 % — христианство и 3,27 % — индуизм.